# Dysgrafia
Dysgrafia, agrafia (gr. α – nie, γραφο – piszę) – częściowa lub całkowita utrata umiejętności pisania, spowodowana mikrouszkodzeniami ośrodkowego układu nerwowego lub zaburzeniami ośrodkowych funkcji wzrokowych i słuchowych. Występuje w przypadkach uszkodzenia tylnych części drugiego lub trzeciego zakrętu czołowego półkuli lewej lub zakrętu nadbrzeżnego. Pismo dysgrafika jest nieestetyczne i nieczytelne.
Dysgrafia może być powiązana z innymi zaburzeniami, takimi jak dyspraksja i ADHD, a także z nieprawidłowościami mowy i afazją motoryczną, czyli utratą zdolności produkowania mowy zrozumiałej dla innych. Może występować jako tzw. dysgrafia głęboka, w której osoba dotknięta tym zaburzeniem ma kłopoty z zapisywaniem słów nieistniejących lub nieznanych, a także może popełniać błędy semantyczne. Specyficzną formą dysgrafii jest dysgrafia leksykalna. Osoba na nią cierpiąca potrafi zapisywać słowa, ale czyni to w sposób zbliżony do zapisu fonetycznego, np. wyraz „chleb” może zostać zapisany jako hlep, co skutkuje popełnianiem wielu błędów ortograficznych. Ze względu na to, że niektóre języki, np. francuski, charakteryzują się dużą rozbieżnością pomiędzy konwencjami ortografii a wymową, sytuacja osób z dysgrafią funkcjonujących w kręgach kulturowych, gdzie takie języki są powszechnie używane, jest zwykle dużo bardziej dokuczliwa.
Zgodnie z sugestiami zawartymi w klasyfikacji DSM-IV przy rozpoznawaniu zaburzeń w pisaniu należy opierać się na następujących kryteriach:
- Umiejętności w zakresie pisania, mierzone za pomocą standaryzowanych testów lub ich funkcjonalnej oceny, występują na poziomie istotnie niższym, niż wynika to z wieku życia danej osoby, jej ilorazu inteligencji ogólnej oraz poziomu wykształcenia
- Zaburzenia określone w kryterium A w istotny sposób utrudniają osiąganie postępów w nauce lub wykonywanie czynności codziennych wymagających posługiwania się tekstami pisanymi (m.in. pisanie zdaniami poprawnymi pod względem gramatycznym oraz składni)
- W przypadku deficytu o charakterze sensorycznym, trudności w pisaniu są znacznie większe, niż wynikałoby to z istoty samego deficytu.

## Objawy dysgrafii
- niedokładności w odtwarzaniu liter, ich połączeń, niekształtność liter
- niewłaściwe proporcje liter w obrębie wyrazów (zróżnicowanie wielkości)
- nierównomierne zagęszczenie pisma
- niejednolite położenie pisma (nachylenie liter)
- litery „drżące” o niepewnej linii

## Klasyfikacja ICD10
| kod ICD10     | nazwa choroby                     |
| ------------- | --------------------------------- |
| ICD-10: F81.1 | Specyficzne zaburzenie ortografii |
| ICD-10: R48.8 | Agrafia                           |